# الهذرية (حرض)

تعديل مصدري - تعديل

الهذرية هي إحدى قرى عزلة الفج بمديرية حرض التابعة لمحافظة حجة، بلغ تعداد سكانها 261 نسمة حسب تعداد اليمن لعام 2004.